# 圆盘衣属
圆盘衣属（学名：Gymnoderma）是石蕊科下的一个属。

## 下属物种
本属包括以下物种：
- 圆盘衣 Gymnoderma coccocarpum Nyl., 1869
- 岛圆盘衣 Gymnoderma insulare Yoshim. & Sharp